# Коколове
Коколо́ве — село в Україні, у Піщанобрідській сільській громаді Новоукраїнського району Кіровоградської області. Населення становить 29 осіб. Орган місцевого самоврядування — Піщанобрідська сільська рада.

## Населення
Згідно з переписом УРСР 1989 року чисельність наявного населення села становила 69 осіб, з яких 30 чоловіків та 39 жінок.
За переписом населення України 2001 року в селі мешкало 30 осіб.

### Мова
Розподіл населення за рідною мовою за даними перепису 2001 року:
| Мова       | Відсоток |
| ---------- | -------- |
| українська | 82,76 %  |
| вірменська | 10,34 %  |
| російська  | 6,90 %   |